# داریوش ارجمند
داریوش ارجمند (زادهٔ ۵ مرداد ۱۳۲۳ مشهد) بازیگر ایرانی است. او در دانشگاه پاریس و دانشگاه فردوسی مشهد تحصیل کرد و در سال ۱۳۶۲ فیلم گفت زیر سلطه من آیید را کارگردانی کرد. ارجمند برای بازی در نخستین نقش سینمایی‌اش یعنی ناخدا خورشید (۱۳۶۵) برنده سیمرغ بلورین بهترین بازیگر نقش اول مرد و برای سگ‌کشی (۱۳۷۹) برنده سیمرغ بلورین بهترین بازیگر نقش مکمل مرد از جشنواره فیلم فجر شده است. ارجمند برای جستجوگر (۱۳۶۸) و اعتراض (۱۳۷۸) نیز نامزد دریافت سیمرغ بلورین شده است.
ارجمند در تلویزیون نقش اصلی مجموعه‌هایی چون امام علی (۱۳۷۵) در نقش مالک اشتر و ستایش (۱۳۸۹–۱۳۹۸) در نقش حشمت فردوس را به عهده داشته است. او به همراه علی نصیریان، محمدعلی کشاورز، عزت‌الله انتظامی، جمشید مشایخی، داوود رشیدی، اکبر عبدی و ژاله علو، یکی از هشت بازیگری است که نشان درجه یک فرهنگ و هنر را دریافت کرده است.

## زندگی و فعالیت‌ها

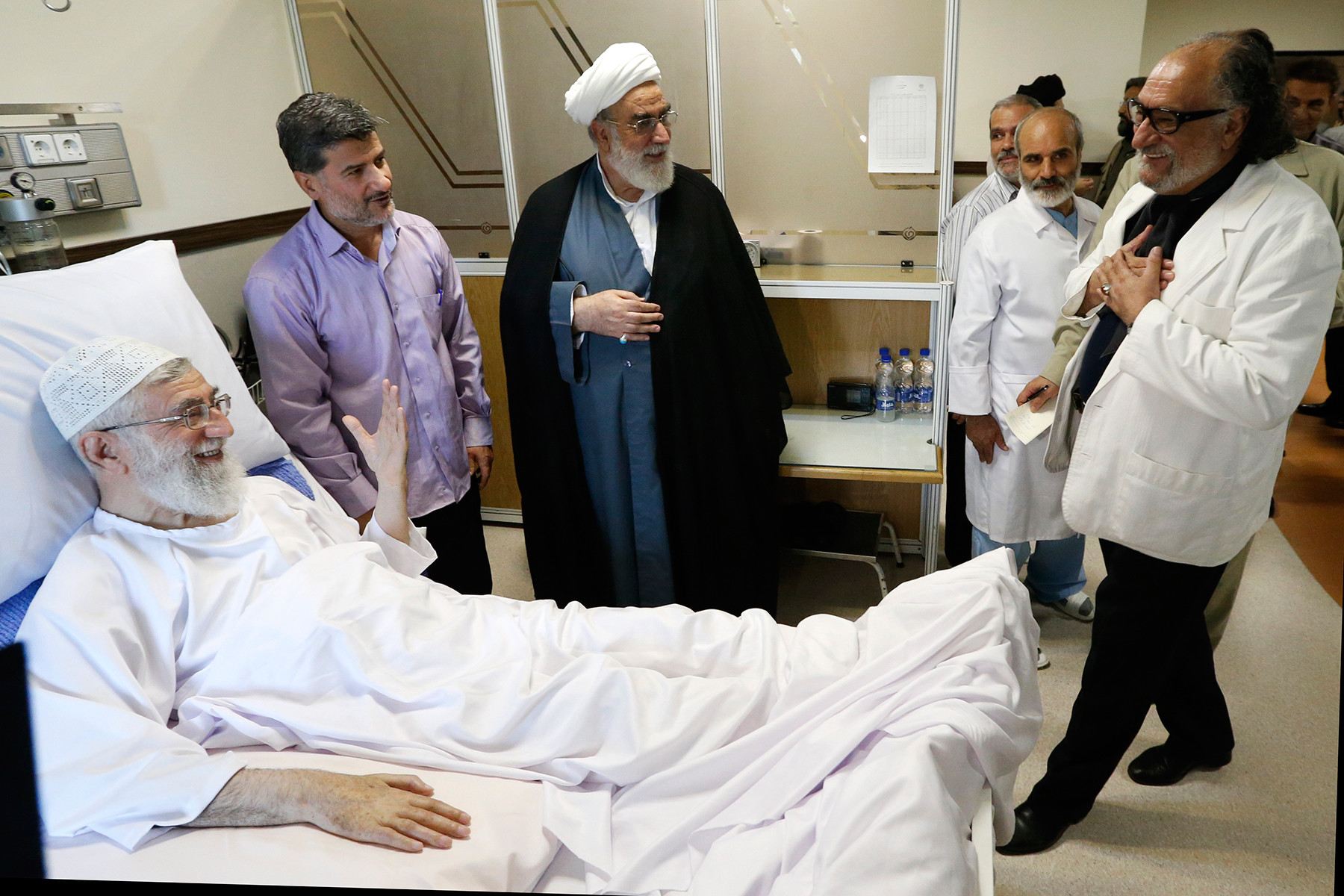
ارجمند هنگام دیدار از رهبر جمهوری اسلامی، ۲۰۱۴

داریوش ارجمند ۵ مرداد سال ۱۳۲۳ در مشهد زاده شد. پدرش استوار نصرالهی نظامی ارتشی و شیفت درب جنوبی بیمارستان رضاشاه در مشهد و ماما رضا در بیرجند بود، مادرش فرزند یکی از ثروتمندهای مشهد و دارنده کارخانه‌های نوشابه‌سازی و همسرش فرشته یغمایی خواهر کوروش یغمایی خواننده سرشناس ایران بود. در خانواده‌ای با سه برادر و دو خواهر، او فرزند دوم خانواده و برادر کوچکتر انوشیروان ارجمند است که از بازیگران درگذشته سینما و تلویزیون بود. او همچنین عموی برزو ارجمند و بهار ارجمند، و پدر امیریل ارجمند است.
او تحصیلات دانشگاهی خود را در دانشگاه فردوسی مشهد در رشته کارشناسی تاریخ و جامعه‌شناسی سپری نمود. علی شریعتی یکی از استادان او در آن برهه بود. وی سپس برای ادامه تحصیل رهسپار پاریس شد. در پاریس مدرک کارشناسی ارشد تئاتر و سینما را از دانشگاه سوربن دریافت کرد. وی به همراه مهرداد تدین از بنیان‌گذاران سینمای آزاد مشهد در پایانه‌های دهه ۱۳۴۰ است. ارجمند افزون بر بازیگری در تئاتر مشهد، به ساخت فیلم‌های کوتاه ۸ میلی‌متری هم می‌پردازد که برجسته‌ترین آن‌ها فیلم «هیس» است. کارگردانی فیلم «گفت زیر سلطه من آیید» نوشته علی پزشکی، نخستین تجربهٔ سینمایی او در قطع ۱۶ م.م. است. وی با بازی در فیلم ناخدا خورشید ساخته ناصر تقوایی به سینما آمد و در سال ۱۳۶۵ با دریافت سیمرغ بلورین بهترین بازیگر نقش اول مرد از پنجمین جشنواره فیلم فجر جای خود را همچون یک بازیگر خوب و پذیرفتنی تثبیت کرد. وی در دهه ۶۰ در سه فیلم کشتی آنجلیکا، پرده آخر و جستجوگر به ایفای نقش پرداخت.

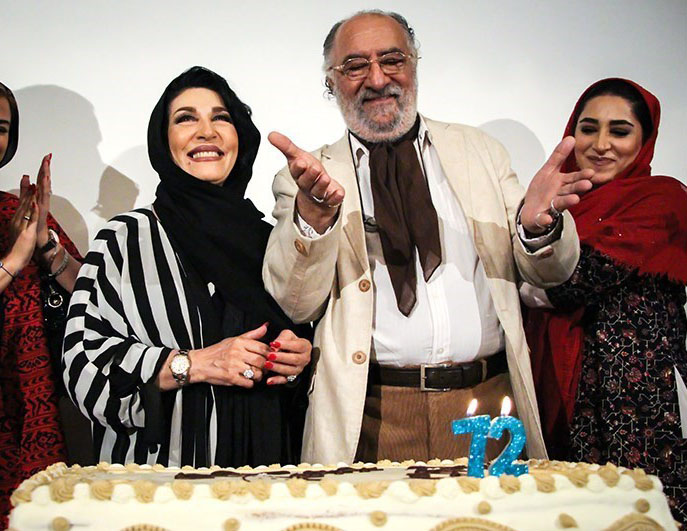
داریوش ارجمند و همسرش در جشن تولد هفتاد و دو سالگی

ارجمند در دهه ۱۳۷۰ گزیده کار شد و در سه فیلم آدم‌برفی، اعتراض و سگ‌کشی بازی کرد. دریافت سیمرغ بلورین بهترین بازیگر نقش دوم مرد برای فیلم سگ‌کشی از نوزدهمین دوره جشنواره فیلم فجر نیز در کارنامه وی به چشم می‌خورد. همچنین وی در تلویزیون در سریال‌های تلویزیونی ستایش در نقش حشمت فردوس و مجموعه امام علی در نقش مالک اشتر بازی‌های ماندگاری از خود نشان داد. ارجمند در سال ۱۳۹۱ طی حکمی از سوی محمدرضا طالقانی به عنوان سخن گوی فدراسیون پهلوانی و زورخانه‌ای منصوب شد. و در مراسمی در تیر ماه ۱۳۹۲ نشان درجه یک فرهنگ و هنر را دریافت کرد.
داریوش ارجمند با حضور در برنامه هفت در پاسخ به این پرسش افخمی که چرا در مختارنامه بازی نکرده است، گفت: «دوست نداشتم در این سریال بازی کنم، چون شخصیت مختار را اصلاً قبول ندارم و به نظرم او شخصیت درستی نداشته است».
ارجمند علاوه بر بازیگری، از سال ۱۳۸۲ تا سال ۱۳۸۹ به عنوان مجری با مجموعه تلویزیونی طلوع ماه به تهیه‌کنندگی رضا خوشدل راد همکاری نمود. وی از سال ۱۳۹۶ جزو استادان رشته سینمای دانشگاه پارس شده است.

## فیلم‌شناسی

### سینما
- روز بلوا (۱۳۹۸)
- چراغ‌های ناتمام (۱۳۹۵)
- ماهورا (۱۳۹۵)
- اینجا شهر دیگری است (۱۳۹۰)
- پایان‌نامه (حضور افتخاری) (۱۳۸۹)
- بدون اجازه (۱۳۸۹)
- گزارش یک جشن (۱۳۸۹)
- راه آبی ابریشم (۱۳۸۹)
- جرم (۱۳۸۹)
- شکلات داغ (۱۳۸۸)
- تردید (۱۳۸۷)
- میزاک (۱۳۸۷)
- استخوونای بابام (۱۳۸۶)
- رئیس (۱۳۸۵)
- قاعده بازی (۱۳۸۵)
- از دوردست (۱۳۸۴)
- شاهزاده ایرانی (۱۳۸۴)
- ازدواج به سبک ایرانی (۱۳۸۳)
- تب (۱۳۸۲)
- مسافر ری (۱۳۷۹)
- سگ‌کشی (۱۳۷۸)
- اعتراض (۱۳۷۸)
- افسانه پوپک طلائی (۱۳۷۷)
- شور زندگی (۱۳۷۷)
- قاعدهٔ بازی (۱۳۷۶)
- هفت سنگ (۱۳۷۶)
- شیخ مفید (۱۳۷۴)
- فرار مرگبار (۱۳۷۴)
- آدم‌برفی (۱۳۷۳)
- زمین آسمانی (۱۳۷۳)
- هبوط (۱۳۷۲)
- قربانی (۱۳۷۱)
- ناصرالدین شاه آکتور سینما (۱۳۷۰)
- پرده آخر (۱۳۶۹)
- تیغ آفتاب (۱۳۶۹)
- جستجوگر (۱۳۶۸)
- سفر عشق (۱۳۶۷)
- کشتی آنجلیکا (۱۳۶۷)
- پاییزان (۱۳۶۶)
- ناخدا خورشید (۱۳۶۵)
- گفت زیرسلطه من آیید (۱۳۶۲، کارگردان)

### مجموعه تلویزیونی
| نام                  | سال تولید | کارگردان                | توضیحات    |
| -------------------- | --------- | ----------------------- | ---------- |
| یاور                 | ۱۴۰۰      | سعید سلطانی اصغر نعیمی  | شبکه سه    |
| مرضیه                | ۱۳۹۸      | فلورا سام               | شبکه دو    |
| ستایش ۳              | ۱۳۹۸      | سعید سلطانی             | شبکه سه    |
| ماه و پلنگ           | ۱۳۹۵      | احمد امینی              | شبکه سه    |
| تعبیر وارونه یک رؤیا | ۱۳۹۴      | فریدون جیرانی           | شبکه یک    |
| ستایش ۲              | ۱۳۹۲      | سعید سلطانی             | شبکه سه    |
| یه تیکه زمین         | ۱۳۹۱      | مهدی کرم‌پور             | شبکه دو    |
| راز پنهان            | ۱۳۹۱      | فلورا سام               | شبکه یک    |
| ناز و نیاز           | ۱۳۹۰      | فلورا سام               | شبکه یک    |
| ستایش ۱              | ۱۳۸۹      | سعید سلطانی             | شبکه سه    |
| بانو                 | ۱۳۸۸      | فرید سجادی حسینی        | شبکه سه    |
| پری دخت              | ۱۳۸۶      | سامان مقدم              | شبکه دو    |
| چهل سرباز            | ۱۳۸۶      | محمد نوری زاد           | شبکه دو    |
| ساعت شنی             | ۱۳۸۵–۱۳۸۶ | بهرام بهرامیان          | شبکه یک    |
| قاب‌های خالی          | ۱۳۸۵–۱۳۸۶ | مرتضی احمدی هرندی       | شبکه دو    |
| دریایی‌ها             | ۱۳۸۱      | سیروس مقدم              | شبکه تهران |
| سرزمین خاکستری       | ۱۳۸۰      | مرتضی احمدی هرندی       | شبکه دو    |
| پلیس جوان            | ۱۳۸۰      | سیروس مقدم              | شبکه سه    |
| روزهای زندگی         | ۱۳۷۷–۱۳۷۸ | سیروس مقدم              | شبکه سه    |
| به سوی افتخار        | ۱۳۷۷      | سیروس مقدم              | شبکه سه    |
| خورشید شب            | ۱۳۷۴      | فریبرز صالح، سیروس مقدم | شبکه دو    |
| امام علی (ع)         | ۱۳۷۵–۱۳۷۰ | داوود میرباقری          | شبکه یک    |

### تئاتر
- آینه‌های روبرو، محمد رحمانیان، تالار وحدت (مرداد ۱۳۹۶)[۱۵]
- دندون طلا، داوود میرباقری، سالن اصلی تئاتر شهر (۱۳۷۸)

## اظهارنظرها
داریوش ارجمند تاکنون در مسائل مختلف اظهار نظرهایی جنجالی داشته است که با واکنش‌های زیادی مواجه بوده است.
- او در مورد وزنه‌برداری زنان چنین اظهار نظر کرده و گفته که با وزنه‌برداری زنان مخالف است، این اظهار نظر او با واکنش فعالان حقوق زنان مواجه شد.[۱۶]یارو خانمه میره وزنه‌بردار میشه، این دیگه زن نیست زنی که میره وزنه میزنه. خدا زنو آفرید که بره ۲۷۷ کیلو وزنه بزنه مثل رضازاده؟ زن باید بهترین وزنه‌بردار دنیا بشه یا بهترین مادر دنیا؟ میخوام بگم که اینجوریه، دیدگاه من اینه.
- او در مصاحبه‌ای معترضان به کم‌آبی در خوزستان را اغتشاشگر نامید و در مورد آنان اینگونه اظهار نظر کرد:[۱۷]

اینها حضورشان در ماجرای خوزستان اهمیت ندارد و راه به جایی نمی‌برند و مردم این مملکت بیدی نیستند که با این بادها بلرزند.
- وی در گلایه از عدم تحقق وعده کمک به مؤسسه هنرمندان پیشکسوت به سید ابراهیم رئیسی گفت:

آقای رئیسی یک شاهی از ۲۰ میلیاردی که شما قولش را داده‌اید به ما نرسیده است. به قول خود وفا کنید تا مؤسسه هنرمندان پیشکسوت بتواند نفس بکشد. وی ادامه داد: آقای رئیسی امروز که دیگر عضو شانگهای هم شدیم پس پول ما را که قولش را داده‌اید بدهید.
این اظهارات که به گونه‌ای دیگر در فضای مجازی پخش شد باعث واکنش‌های منفی زیادی به وی شد.

## جوایز و نامزدی‌ها

### جشنواره بین‌المللی فیلم فجر
| سال  | اثر          | رده                        | جایزه        | نتیجه |
| ---- | ------------ | -------------------------- | ------------ | ----- |
| ۱۳۶۵ | ناخدا خورشید | بهترین بازیگر نقش اول مرد  | سیمرغ بلورین | برنده |
| ۱۳۶۸ | جستجوگر      | بهترین بازیگر نقش اول مرد  | سیمرغ بلورین | نامزد |
| ۱۳۷۸ | اعتراض       | بهترین بازیگر نقش اول مرد  | سیمرغ بلورین | نامزد |
| ۱۳۷۹ | سگ کشی       | بهترین بازیگر نقش مکمل مرد | سیمرغ بلورین | برنده |

### جشن بزرگ سینمای ایران
| سال  | اثر    | رده                        | جایزه      | نتیجه |
| ---- | ------ | -------------------------- | ---------- | ----- |
| ۱۳۸۰ | سگ کشی | بهترین بازیگر نقش مکمل مرد | تندیس زرین | نامزد |

### جشن دنیای تصویر
| سال  | اثر          | رده                        | جایزه      | نتیجه |
| ---- | ------------ | -------------------------- | ---------- | ----- |
| ۱۳۷۹ | اعتراض       | بهترین بازیگر مرد سینما    | تندیس حافظ | برنده |
| ۱۳۸۰ | سگ‌کشی        | بهترین بازیگر مرد سینما    | تندیس حافظ | نامزد |
| ۱۳۸۲ | طلوع ماه     | بهترین چهرهٔ تلویزیونی      | تندیس حافظ | نامزد |
| ۱۳۹۳ | یه تیکه زمین | بهترین بازیگر مرد درام     | تندیس حافظ | نامزد |
| ۱۳۹۴ | ستایش ۲      | بهترین بازیگر مرد تلویزیون | تندیس حافظ | برنده |

### جایزه هنری غدیر
| سال  | اثر      | رده          |
| ---- | -------- | ------------ |
| ۱۳۹۵ | امام علی | چهره ماندگار |